# 堀場清子
堀場 清子（ほりば きよこ、1930年10月19日 - 2025年1月10日）は、日本の詩人、女性史研究家である。

## 人物・来歴
広島県広島市生まれ。父は陸軍軍人の堀場一雄。東京で育つが、縁故疎開先の広島で原爆被害を目撃する。早稲田大学文学部国文科卒業。鹿野政直の妻で本姓は鹿野。共同通信社勤務を経て詩作・評論に専念する。詩誌『いしゅたる』主宰。1990年、『イナグヤ ナナバチ／沖縄女性史を探る』で第5回女性史青山なを賞、1993年『首里』で第11回現代詩人賞受賞。2010年、第14回女性文化賞受賞。ほか高群逸枝、原爆被害の研究をおこなう。
2025年1月10日、老衰のため千葉県の高齢者施設で死去。94歳没。

## 著書
- 『狐の眸 詩集』昭森社 1956
- 『空 詩集』冬至書房 1962
- 『アメリカの裏窓』1968 (潮新書)
- 『ズボンにかんする長い物語 詩集』昭森社 1971
- 『じじい百態 詩集』国文社 1974
- 『女たち創造者たち』未来社 1986.1
- 『青鞜の時代 平塚らいてうと新しい女たち』1988.3 (岩波新書)
- 『イナグヤナナバチ 沖縄女性史を探る』ドメス出版 1990.1
- 『堀場清子詩集』土曜美術社(日本現代詩文庫) 1992
- 『首里 詩集』いしゅたる社 1992.11
- 『禁じられた原爆体験』岩波書店 1995.6
- 『原爆表現と検閲 日本人はどう対応したか』1995.8 (朝日選書)
- 『習俗打破の女たち』ドメス出版 1998.11
- 『延年 詩集』いしゅたる社 2003.12
- 『鱗片 ヒロシマとフクシマと』ドメス出版 2013.12
- 『堀場清子全詩集』ドメス出版, 2013.12

## 共編著
- 『高群逸枝』鹿野政直共著 朝日新聞社 1977.7 (朝日評伝選 のち選書)
- 高群逸枝『娘巡礼記』校訂 (朝日選書 1979.1 のち岩波文庫
- 『わが高群逸枝』橋本憲三共著 朝日新聞社 1981.9
- 『祖母・母・娘の時代』鹿野政直共著 1986.6 (岩波ジュニア新書)
- 『『青鞜』女性解放論集』1991.4 (岩波文庫)
- 『高群逸枝語録』鹿野政直共編 2001.1 (岩波現代文庫)
- 『高群逸枝の生涯 年譜と著作』ドメス出版 2009.6